# Jossac Bight
Die Jossac Bight ist eine Bucht an der Südküste Südgeorgiens zwischen dem Holmestrand und dem Aspasia Point.
Der Name Jossac Bite [sic!] geht auf die ersten Seefahrer zurück, die Südgeorgien anliefen. Der deutsche Forschungsreisende Ludwig Kohl-Larsen benannte sie bei seiner Expedition (1928–1930) Holmestrand-Hortenbucht, jedoch blieb die heute geläufige Form erhalten.